# 小行星2544
小行星2544（2544 Gubarev）是一颗围绕太阳公转的小行星。1980年8月6日，茲丹卡·瓦弗洛娃在克萊季发现了此天体。
該小行星以蘇聯太空人阿列克謝·古巴列夫命名。
这颗小行星的绝对星等为262.1682986525904等。